# Vogelkreek
Vogelkreek este o arie protejată (arie specială de conservare — SAC, sit de importanță comunitară — SCI) din Țările de Jos întinsă pe o suprafață de 97 ha, integral pe uscat.

## Localizare
Centrul sitului Vogelkreek este situat la coordonatele 51°20′25″N 4°00′34″E / 51.3404°N 4.0094°E.

## Înființare
Situl Vogelkreek a fost declarat sit de importanță comunitară în august 2002 pentru a proteja 1 specie de plante. Situl a fost protejat și ca arie specială de conservare în martie 2011.

## Biodiversitate
Situată în ecoregiunea atlantică, aria protejată nu include niciun habitat protejat.
La baza desemnării sitului se află o specie protejată de  plante: Apium repens.